# James D. Breckinridge
James Douglas Breckinridge (* 1781  bei Louisville, Kentucky; † 6. Mai 1849 ebenda) war ein US-amerikanischer Politiker. Zwischen 1821 und 1823 vertrat er den Bundesstaat Kentucky im US-Repräsentantenhaus.

## Werdegang
James Breckinridge war Mitglied einer bekannten Politikerfamilie, deren namhaftestes Mitglied John C. Breckinridge war, von 1857 bis 1861 Vizepräsident der Vereinigten Staaten. Andere Familienmitglieder bekleideten hohe politische Ämter auf Staats- und Bundesebene. Breckinridge studierte zwischen 1800 und 1803 am Washington College, der heutigen Washington and Lee University in Lexington (Virginia). Nach einem anschließenden Jurastudium und seiner Zulassung als Rechtsanwalt begann er in Louisville in diesem Beruf zu arbeiten. Eine 1826 erfolgte Ernennung zum Richter lehnte er ab.
Politisch schloss sich Breckinridge der Demokratisch-Republikanischen Partei an. Zwischen 1809 und 1811 saß er als Abgeordneter im Repräsentantenhaus von Kentucky. Nach dem Tod des Abgeordneten Wingfield Bullock im Jahr 1821 wurde er bei der fälligen Nachwahl im achten Wahlbezirk von Kentucky als dessen Nachfolger in das US-Repräsentantenhaus in Washington, D.C. gewählt, wo er am 21. November 1821 sein neues Mandat antrat. Da er bei den regulären Wahlen des Jahres 1822 nicht bestätigt wurde, konnte er bis zum 3. März 1823 nur die angebrochene Legislaturperiode seines Vorgängers beenden.
Nach dem Ende seiner Zeit im US-Repräsentantenhaus zog sich James Breckinridge aus der Politik zurück. Bis zu seinem Tod im Jahr 1849 praktizierte er wieder als Anwalt.